# Нуньес Кабеса де Вака, Альвар
А́львар Ну́ньес Кабе́са де Ва́ка (исп. Álvar Núñez Cabeza de Vaca; 1490, Херес-де-ла-Фронтера — 1559, Севилья) — испанский конкистадор, исследователь Нового Света, парагвайский губернатор. Иногда считается протоантропологом за свои подробные отчёты о многих племенах коренных американцев, с которыми он столкнулся; среди прочего, он рассказал историю Индии Хулианы.

## Биография
Альвар Нуньес Кабеса де Вака (родовое имя «Кабеса де Вака» дословно означает «Коровья голова») родился в провинции Эстремадура в дворянской семье предположительно в 1490 году. Кабеса де Вака получил классическое образование и был принят на государственную службу. В возрасте двадцати двух лет он участвовал в битве при Равенне, а затем некоторое время занимал пост военного коменданта города Гаэта близ Неаполя. В 1513 году Кабеса де Вака вернулся в Севилью и поступил на службу к герцогу из дома Медина-Сидония. В 1521 году снова попал в армию и отличился в битве при Памплоне.

## Новый свет
Военный опыт и знание административного права позволили ему записаться альгвасилом и казначеем готовящейся экспедиции во Флориду. 17 июня 1527 года экспедиция, состоящая из пяти кораблей и шестисот человек, под руководством губернатора Панфило де Нарваэса вышла из порта Санлукар-де-Баррамеда.

Зиму корабли простояли на Кубе и к побережью Флориды подошли только 12 апреля 1528 года. В прибрежном селенье индейцев тимуква Панфило де Нарваэс обнаружил золотую безделушку. Эта находка побудила губернатора оставить флот и углубиться в сельву Флориды на поиски золота, где многие конкистадоры погибли от голода, болезней и атак индейцев. Добравшись на самодельных лодках до устья Миссисипи, большинство испанцев, среди которых был Панфило де Нарваэс, мощным течением были выброшены в открытое море.

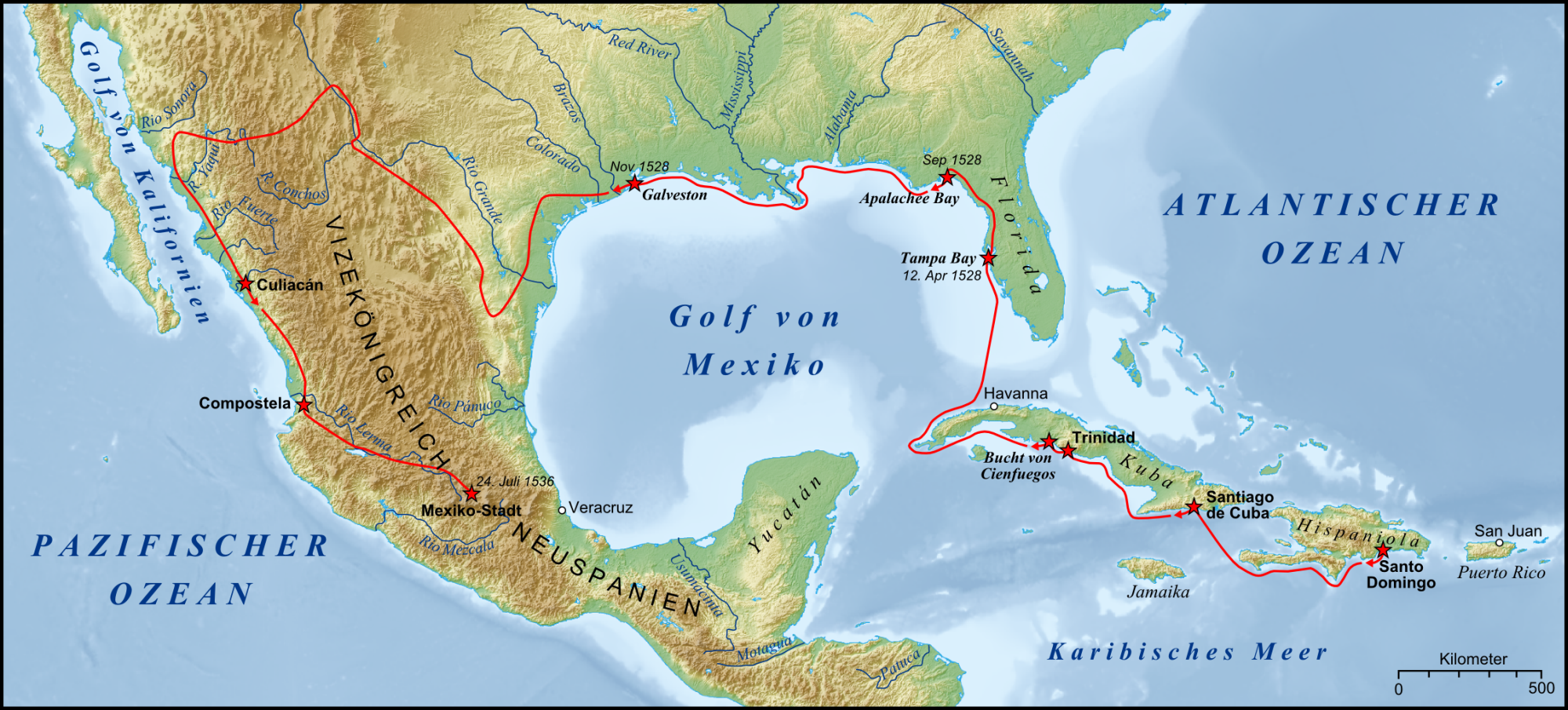
Примерный путь экспедиции Нарваэса и странствований Кабесы де Вака

6 ноября 1528 года шестьдесят конкистадоров во главе с Кабеса де Вака потерпели кораблекрушение на острове индейцев каранкава у берегов современного Техаса. Индейцы отнеслись к пришельцам дружелюбно и помогли им выжить, но потом обратили всех в рабство. К началу следующего года голод, холода и болезни сократили число испанцев до пятнадцати человек.
Через год Кабеса де Вака был продан индейцам чорруко, жившим на материке, где его и ещё нескольких испанцев заставили постигать основы знахарства и шаманизма. Спустя шесть лет рабства испанцам удалось сбежать. Кабеса де Вака к тому времени выучил шесть индейских языков и получил репутацию великого целителя. Он повёл двух выживших соотечественников и негра-раба Эстеванико вглубь материка, в пути исцеляя больных и раненных индейцев. Вскоре к ним присоединилось множество почитателей, считавших конкистадора «сыном солнца».
Путешествие по Северной Америке длилось два года и закончилось в 1536 году. Пройдя пешком две тысячи лиг, конкистадоры оказались на северо-западе Мексики на территории Новой Галисии, принадлежавшей губернатору Нуньо де Гусману. Оттуда Кабеса де Вака и его спутники перебрались в Мехико.
9 августа 1537 года Кабеса де Вака прибыл в Лиссабон и сушей вернулся в семейное поместье в Эстремадуре. Его рассказы  о том, что к северу от тех мест, где он был, живут более богатые индейские племена (Семь городов Сиболы), способствовал последующей организации экспедиций де Сото и Коронадо.
В 1539 году получил поручение исследовать реку Ла-Плата; в 1541 году захватил страну индейцев Гуарани и назвал ей провинцией Верой. Нуньес Кабеса де Вака был первым европейцем, побывавшем  на реке Игуасу, и считается открывателем водопадов Игуасу. В 1542 году вступил в Асунсьон и несмотря на противодействие испанских колонистов, забрал в свои руки власть.
Когда он предпринял поиски сухопутного пути в Перу, его солдаты восстали и избрали другого губернатора. Кабеса Де Вака в оковах был отправлен в Испанию и приговорён к ссылке в Африку.

## Последующие годы
Во время процесса Кабеса де Вака в своё оправдание напечатал Naufragios de Álvar Núñez Cabeza de Vaca («Кораблекрушения Алвара Нуньеса Кабесы де Вака»), к которому его секретарь Педро Фернандес прибавил: «Comentarios de A. N. Adelantado y Gobernador de la provincia del Río de la Plata» (Вальядолид, 1555).
В дальнейшем был помилован Карлом V и вернулся на родину, получив должность члена верховного суда в Севилье. 
Умер Кабеса де Вака в 1559 году.

## Примечательные факты
- В честь исследователя было названо озеро Кабеса де Вака, исчезнувшее около 50 000 лет до н. э., в которое некогда впадала река Рио-Гранде[уточнить].

- Кабеса де Вака был одним из первых европейцев, кто увидел водопады Игуасу.

- Кабеса де Вака стал первым европейцем, который увидел бизонов, впоследствии описав этих животных в своей книге «Кораблекрушения», называя их коровами[4].

## Произведения
- Нуньес Кабеса де Вака, Альвар. Кораблекрушения = Naufragios de Álvar Núñez Cabeza de Vaca. — 1749.
- Поссе, Абель. Долгие сумерки путника. — М.: Иностранка: Б. С. Г.-Пресс, 2003.

## Публикации
- Кабеса де Вака А. Н. Кораблекрушения / Пер. с исп. Ю. В. Ванникова. — М.: Мысль, 1975. — 128 с.
- Adorno, Rolena, and Patrick Charles Pautz. Álvar Núñez Cabeza de Vaca: His Account, His Life, and the Expedition of Pánfilo de Narváez. 3 vols by Rolena Adorno, Patrick Charles Pautz Review by: Sandra L. Dahlberg. 3 vols. Lincoln: University of Nebraska, 1999.

## Фильмография
- 1991 — Кабеса де Вака / Cabeza de Vaca (США, Великобритания, Испания, Мексика), режиссёр Николас Эчеверия / Nicolás Echevarría.